# François de La Roche
Pour l’article homonyme, voir La Roche.
François de La Roche [Laroche], de son vrai nom François Huidelaine [Huydelaine], sieur de La Roche, né vers 1615 et mort le 23 décembre 1676 à Maincy (Seine-et-Marne), est un compositeur et chanteur français actif au milieu du XVIIe siècle.

## Biographie

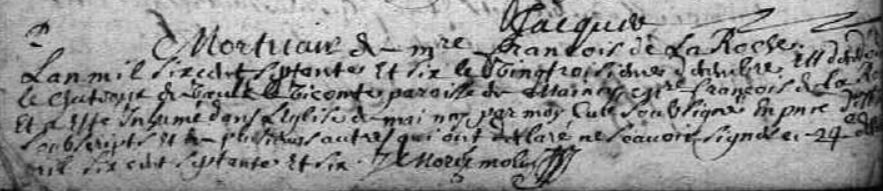
Acte de sépulture de François de La Roche (24 décembre 1676). AD Seine-et-Marne : 5MI2095.

Son premier emploi identifié est celui de chanteur haute-contre, dans la troupe des huit chanteurs qui sont au service de Gaston d’Orléans sous la direction d’Étienne Moulinié. Il occupe ce poste depuis 1646 au plus tard. Il figure bien sur le rôle de la Maison de Gaston d'Orléans en 1661, aux gages annuels de 600 lt, ainsi que sur le rôle posthume de 1664.
C’est dans le cadre de cet emploi qu’il chante dans les 7e et 11e entrée de L’Hymen (mascarade en treize entrées dansée et chantée à Blois en 1658), aux côtés de Nicolas Fleury et d'Étienne Moulinié, entre autres.
Après la mort de Gaston en 1661, La Roche conserve son titre dans cette maison mais entre (brièvement...) au service du surintendant des Finances Nicolas Fouquet. La suite de sa carrière, entre la destitution de Fouquet en 1661 et sa mort, est mal identifiée.
François se marie vers 1640-1641 avec Marie Vallier, dont il a Madeleine, baptisée le 9 décembre 1633 et François baptisé le 18 novembre 1635. Tous leurs enfants sont morts avant 1661. Lui et sa femme sont aussi parrain et marraine de plusieurs enfants entre 1642 et 1648.
François et sa femme signent en janvier 1672 un testament conjoint à l'occasion d'une maladie de sa femme. Ils sont encore témoins, le 17 avril 1673, au contrat de mariage de Jean-Clément Faure, seigneur d’Aulnoye, et d’Anne Chasles. Ce Faure était receveur de la terre de Vaux-le-Vicomte. François y est toujours dit ordinaire de la musique du roi et du feu duc d’Orléans. Marie Vallier est encore marraine d'un enfant dont ledit Faure est parrain, en 1676.
François de La Roche meurt au château de Vaux-le-Vicomte et est enterré en l’église du Maincy (Seine-et-Marne) le 23 décembre 1676. Il semble donc avoir passé ses dernières années auprès de la famille Faure.
En 1642, le couple demeure rue de la Pourpointerie à Paris et, de 1646 à 1672 au moins, rue Saint-Jacques-la-Boucherie, dans la maison à l'enseigne du Chevalier au Cygne.

## Œuvres

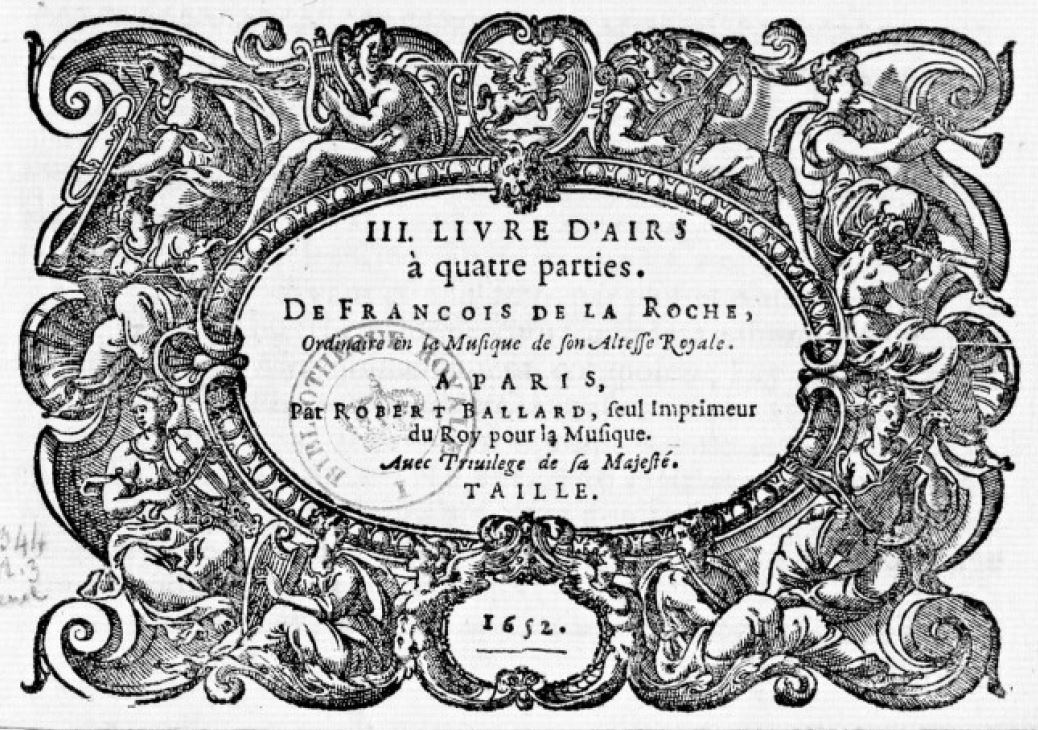
Les Airs à 4 parties de François de La Roche, Livre III (Paris, 1652). Paris BnF.

De La Roche, on ne connait que des airs de cour polyphoniques, publiés entre 1648 et 1658. Ils s’inscrivent dans l'intervalle qui va de la mort d'Antoine Boësset (1643) à la publication du premier livre d'airs de Michel Lambert, et sont contemporains de ceux de Jean de Cambefort, qui publie deux livres d'airs en 1651 et 1655.
- Airs à quatre parties de Francois de La Roche, ordinaire en la Musique de son Altesse royale. [Ier livre]. - Paris, Robert III Ballard, 1648. 4 vol. 8° obl. RISM L 710, Guillo 2003 no 1648-C.
Dédicace à Victor Le Bouthillier, archevêque de Tours, premier Aumônier de son Altesse royale [Gaston d’Orléans]. Contient 18 airs. La partie de Dessus de ce livre n’est toujours pas retrouvée.
- IIe livre d’airs à quatre parties de Francois de La Roche, ordinaire en la Musique de son Altesse royale. - Paris, Robert III Ballard, 1649. 4 vol. 8° obl. RISM L 711, Guillo 2003 no 1649-I.
Dédicace au comte de Grancé, Lieutenant général des Armées du Roy, et Gouverneur de Gravelines. Contient 20 airs, dont 4 à boire. La partie de Dessus de ce livre n’est toujours pas retrouvée.
- IIIe livre d’airs à quatre parties de Francois de La Roche, ordinaire en la Musique de son Altesse royale. - Paris, Robert III Ballard, 1652. 4 vol. 8° obl. RISM L 712, Guillo 2003 no 1652-E.
Dédicace à Gaston d’Orléans (dans laquelle il s’excuse de ne pas lui avoir dédié ses deux premiers livres). Contient 20 airs, dont 3 à boire. La partie de Dessus de ce livre n’est toujours pas retrouvée.
- IVe livre d’airs à quatre parties de François de La Roche, ordinaire en la Musique de son Altesse royale. - Paris, Robert III Ballard, 1655. 4 vol. 8° obl. RISM L 713, Guillo 2003 no 1655-M.
Dédicace à Gaspard de Daillon du Lude, évêque et seigneur d'Alby, abbé des Chasteliers, et prieur commendataire de Chasteaux, etc. Contient 19 airs dont 1 à boire. La partie de Dessus de ce livre n’est toujours pas retrouvée.
- Ve livre d’airs à quatre parties de François de La Roche, ordinaire de la Musique de son Altesse royale. - Paris, Robert III Ballard, 1658. 4 vol. 8° obl. RISM L 714, Guillo 2003 no 1658-M.
Dédicace à Bernard de Nogaret de La Valette d'Épernon, pair & colonel général de France, gouverneur & lieutenant général en la Province de Bourgogne et Bresse. Contient 22 airs dont 7 à boire. L’air Miracle des Cieux est écrit en l’honneur de Mademoiselle de Montpensier. La partie de Dessus de ce livre n’est toujours pas retrouvée.
- L’air à 2 parties Charmante voix, divins accens figure dans le recueil manuscrit Paris BNF (Mus.) : RES VMA MS-854, écrit vers 1660-1680 (voir p. 184).
- L’air Mes yeux vous ont parlé de mes peines cruelles figure dans le recueil manuscrit Paris BNF (Mus.) : RES VMA MS-958, écrit vers 1670-1680.

La liste de ses airs est disponible sur la base Philidor du Centre de Musique Baroque de Versailles.